# کیت هکت
 کیت هکت  (به انگلیسی: Keith Hackett) (زاده ۲۲ ژوئن ۱۹۴۴ - شفیلد) داور سابق اهل انگلستان است.
وی داوری را از دهه ۱۹۷۰ شروع کرده و از سال ۱۹۸۱ تا ۱۹۹۱ میلادی در لیست داوران فیفا قرار داشته‌است.